# L-Pop
L-Pop es una serie de televisión por internet mexicana, producida por BTF Media para Disney+. Está protagonizada por Andrea De Alba e Isan. La serie se estrenó el 27 de septiembre de 2023.En agosto de 2024, se confirmó que la serie había sido renovada para una segunda temporada,la cual fue estrenada el 7 de julio de 2025 en Disney Channel.

## Argumento
Andrea se considera la fan número 1 del K-pop, el exitoso género de música pop originario de Corea del Sur. Aunque le encantaría vivir bailando y escuchando K-pop, debe dividir su tiempo entre su pasión, sus estudios de odontología y su trabajo en una cafetería del barrio coreano de Ciudad de México. Cuando se entera del lanzamiento de un concurso de baile cuyo premio es un viaje a Corea, Andrea decide formar el mejor cover de baile K-pop), aspirante a influencer, y Tomás, oficinista y experto en K-pop. Con la ayuda de su nuevo grupo de amigos, Andrea se embarca en una aventura musical para convertir su fantasía en realidad. Por el camino, descubrirá que merece la pena luchar por lo que uno quiere, formará un inolvidable equipo de baile y se reencontrará con un gran sueño: convertirse en una estrella del K-pop.

## Reparto
- Andrea de Alba como Andrea[5]
- Isan  como Ji-Won[5]
- Alicia Jaziz como Pau[5]
- Macarena Oz como Silvana[5]
- Ji-Moon como Hye-Jin[5]
- Arantza Ruiz como Indra[5]
- Juan Fonsalido como Tomás[5]
- Diego Casba como Pablo[5]
- Rodrigo Rumi como Diego[5]
- Vanessa Acosta como Margarita[5]
- Alberto Casanova como Felipe[5]
- Pamela Cervantes como Lety[5]

## Episodios

### Primera temporada (2023)
| N.º                                                                                                | Título             | Fecha de emisión original |
| -------------------------------------------------------------------------------------------------- | ------------------ | ------------------------- |
| 1                                                                                                  | «El docu»          | 27 de septiembre de 2023  |
| Andrea acepta ser la protagonista de un documental sobre los fans de K-pop en México.              |                    |                           |
| 2                                                                                                  | «El grupo»         | 27 de septiembre de 2023  |
| Andrea forma su grupo de covers de baile y descubre que su jefe guarda algunos secretos.           |                    |                           |
| 3                                                                                                  | «El secreto»       | 27 de septiembre de 2023  |
| Andrea descubre el gran secreto de Ji-Won, y a cambio, ella le cuenta un secreto propio.           |                    |                           |
| 4                                                                                                  | «La prueba»        | 27 de septiembre de 2023  |
| Con ayuda de Ji-Won, el grupo de Andrea se presenta en la k10competencia, llevándose una sorpresa. |                    |                           |
| 5                                                                                                  | «Otra oportunidad» | 27 de septiembre de 2023  |
| Cuando todo parecía perdido para Andrea y sus amigos, aparece una luz al final del camino.         |                    |                           |
| 6                                                                                                  | «El gran dia»      | 27 de septiembre de 2023  |
| Es la final del concurso. Andrea deberá decidir entre la odontología o seguir sus sueños.          |                    |                           |

### Segunda temporada (2025)
| N.º | Título           | Fecha de emisión original |
| --- | ---------------- | ------------------------- |
| 1   | «¿Éxito?»        | 7 de julio de 2025        |
| 2   | «Reemplazo»      | 8 de julio de 2025        |
| 3   | «Algo se rompió» | 9 de julio de 2025        |
| 4   | «Cambio»         | 10 de julio de 2025       |

## Producción

### Rodaje
La serie fue anunciada en 2022, comenzando sus filmaciones en agosto en diversos puntos de la Ciudad de México, así como algunas tomas en Seúl, Corea del Sur y con un variado elenco de actores mexicanos, coreanos y argentinos. La empresa productora mexicana BTF Media sería la encargada de producir la serie para la plataforma de entretenimiento Disney+, y dirigida por el cineasta Andrés Lizarazo, creador de la serie infantil Opa Popa Dupa (2019) para NatGeo Kids Latinoamérica.

### Casting
Los actores Andrea de Alba, Macarena Oz, Alicia Jaziz, Arantza Ruiz, Diego Casba, Ji Moon, Sujin Kim e Isan Beomhyun Lee fueron seleccionados para protagonizar la serie.

### Música
- L-Pop (banda sonora)

## Premios y nominaciones
| Lista de premios y nominaciones | Lista de premios y nominaciones | Lista de premios y nominaciones | Lista de premios y nominaciones | Lista de premios y nominaciones | Lista de premios y nominaciones |
| Año                             | Organización                    | Categoría                       | Nominado/a(s)                   | Resultado                       | ref                             |
| ------------------------------- | ------------------------------- | ------------------------------- | ------------------------------- | ------------------------------- | ------------------------------- |
| 2024                            | Produ Awards                    | Mejor serie juvenil musical     | L-Pop                           | Nominado                        | [ 7 ]                           |
| 2024                            | Produ Awards                    | Mejor actriz revelación         | Ji-Moon                         | Nominada                        | [ 7 ]                           |